# Art du timbre gravé
Pour les articles homonymes, voir ATG.
Art du timbre gravé (ATG) est une association à but non lucratif française fondée en février 2005 à l'initiative de graveurs de timbres-poste et du magazine philatélique Timbres magazine, dont le siège social est au Musée de la Poste à Paris.
La mission de l'association est de promouvoir la qualité du timbre-poste par l'utilisation de la gravure en taille-douce sur les timbres-poste français où cette technique est concurrencée par les techniques modernes d'impression telle la gravure assistée par ordinateur. L'association est à l'origine, avec la maison Théodore Champion de la création d'un album de timbres reproduisant annuellement et uniquement les timbres créés avec cette méthode. Elle contient en son sein, outre les adhérents classiques, le collège des dessinateurs et le collège des graveurs et aussi des administrations postales.
Son premier président-fondateur est le maître-graveur Pierre Albuisson. Dès sa première année d'existence, l'association est l'invitée d'honneur du Salon philatélique d'automne de Paris. Elle gère les signatures d'artistes et le prix René Cottet. Elle édite une revue bi-annuelle : Del & Sc et édite chaque année un document gravé par l'un de ses membres artistes. En 2013, elle comptait 1 200 membres.
Depuis 2017, le président de l'association est Pascal Rabier, ancien conservateur du musée l'Adresse Musée de La Poste. Le siège social de l'association est à ce musée : 34, boulevard de Vaugirard, Paris XVème.